# Santa Rosa (hrabstwo Starr)
Santa Rosa – jednostka osadnicza w Stanach Zjednoczonych, w stanie Teksas, w hrabstwie Starr.